# تأسیسات هسته‌ای فردو
تأسیسات هسته‌ای شهید علی‌محمدی یا تأسیسات هسته‌ای فُردو، یکی از تاسیسات هسته‌ای ایران است که به‌منظور غنی‌سازی اورانیوم در عمق ۹۰ متری صخره‌های سنگی، در کیلومتر ۲۵ آزادراه قم-تهران ساخته شده است.
دولت جمهوری اسلامی ایران پس از افشاگری مقامات اطلاعاتی آمریکا و فرانسه، در سپتامبر ۲۰۰۹ میلادی، به وجود تأسیسات زیرزمینی فردو اذعان کرد. جمهوری اسلامی اعلام کرده است که برای «ایمنی مردم» و همچنین بیم از «حمله هوایی احتمالی»، دستگاه‌های سانتریفوژ را به این تأسیسات زیرزمینی در عمق کوه‌ها انتقال داده است.
در مارس ۲۰۲۳، آژانس بین‌المللی انرژی اتمی گزارش داد که اورانیوم با غنای ۸۳٫۷ درصد را در تأسیسات یافت، در حالی که برای تولید سلاح هسته‌ای به ۹۰ درصد نیاز است.
با وجود تلاش‌های دولت ایران برای حفاظت از تأسیسات فردو، پس از حملات ۱۴۰۴ اسرائیل به ایران و تسلط کامل هوایی اسرائیل بر منطقه، احتمال حمله آمریکایی با استفاده از بمب‌افکن‌های نورثروپ بی-۲ اسپیریت که بمب‌های نفوذگر مهمات انبوه (جی‌بی‌یو-۵۷) حمل می‌کنند، یا عملیات کماندویی اسرائیل در محل، بیشتر از همیشه مطرح شد. این‌گونه حملات می‌تواند تأسیسات را نابود کرده و به‌طور دائمی از جمهوری اسلامی ایران جلوگیری کند که به سلاح هسته‌ای دست یابد، به ویژه که تأسیسات فردو مهم‌ترین و اصلی‌ترین تأسیسات باقی‌مانده برای تولید سلاح هسته‌ای در جمهوری اسلامی ایران است. در ۲۲ ژوئن ۲۰۲۵، دونالد ترامپ اعلام کرد که بمب‌افکن‌های B-2 ایالات متحده، تأسیسات هسته‌ای فردو، و همچنین دو مرکز دیگر در نطنز و اصفهان را با بمب‌های GBU‑۵۷ هدف قرار داده‌اند. ترامپ گزارش داد که سایت فردو، یکی از تأسیسات کلیدی غنی‌سازی هسته‌ای ایران، به‌طور کامل نابود شده است.

## نام‌گذاری

### نام فردو
نام این پایگاه هسته‌ای برگرفته از روستایی کوچک در شهرستان قم و در ۱۰۰ کیلومتری خود پایگاه است. برای شمار فراوان شهیدها، جانبازها و رزمندگان این روستا دست‌اندرکاران جمهوری اسلامی بر آن شدند که نام این روستا را بر روی پایگاه یادشده بگذارند تا بزرگداشتی باشد برای یاد و نام آنها.

### تغییر نام
در تاریخ ۲۶ بهمن ۱۳۹۰ هم‌زمان با بهره‌برداری از دستاوردهای هسته‌ای با حضور محمود احمدی‌نژاد، رئیس‌جمهور وقت ایران، نام ۵ مرکز و بخش هسته‌ای ایران به نام پنج نفر که از شهدای ایران تغییر داده شد.
نام این تأسیسات هم به تأسیسات هسته‌ای شهید علی‌محمدی تغییر کرد.

## غنی‌سازی اورانیوم
آژانس بین‌المللی انرژی اتمی در تاریخ ۱۹ دی ۱۳۹۰ (۹ ژانویه ۲۰۱۱ میلادی)، در اطلاعیه‌ای اعلام کرد که «ایران تولید اورانیوم با غلظت ۲۰ درصد را در تأسیسات غنی‌سازی فردو آغاز کرده است». این اقدام ایران با انتقاد آژانس بین‌المللی انرژی اتمی، آمریکا، اتحادیه اروپا و شورای امنیت سازمان ملل متحد روبرو شد. کشورهای غربی حکومت ایران را متهم می‌کنند که زیر پوشش فناوری صلح‌آمیز هسته‌ای، در جهت ساخت بمب اتمی گام برمی‌دارد، زیرا اورانیوم ۲۰ درصدی کاربرد دوگانه دارد، یعنی هم می‌تواند برای تولید برق یا پژوهش‌های پزشکی استفاده شود و هم برای ساخت بمب اتمی.
آژانس بین‌المللی انرژی اتمی در تاریخ ۵ خرداد ۱۳۹۱ (۲۵ مه ۲۰۱۲ میلادی)، در گزارشی اعلام کرد که بازرسان آژانس در مرکز هسته‌ای فردو، نشانه‌هایی از غنی‌سازی اورانیوم با خلوص ۲۷ درصد پیدا کرده‌اند.

## سانتریفیوژهای فعال
آژانس بین‌المللی انرژی اتمی در تاریخ ۳۰ اوت ۲۰۱۲ میلادی، در گزارشی اعلام کرد که تعداد سانتریفیوژهای فعال در تأسیسات هسته‌ای فردو از ۱٬۰۶۴ به ۲٬۱۴۰ رسیده است.

## خرابکاری‌ها
در تاریخ ۱۷ سپتامبر ۲۰۱۲ میلادی، فریدون عباسی دوانی، رئیس وقت سازمان انرژی اتمی ایران از وقوع انفجار عمدی در خطوط برق مجتمع غنی‌سازی فردو در تاریخ ۱۷ اوت ۲۰۱۲ میلادی، خبر داد و افزود که «قطع برق یکی از راه‌های آسیب‌رساندن به ماشین‌های سانتریفیوژ» است.
در تاریخ ۳۰ اکتبر ۲۰۱۳ میلادی، محمود علوی، وزیر اطلاعات ایران گفت: «در واقع این افراد دزد بودند و نه خرابکار هسته‌ای و از اهالی روستای همان اطراف نیروگاه بودند و سابقهٔ این کارها را هم داشتند».

## تغییر کاربری
طبق بیانیهٔ مطبوعاتی هسته‌ای لوزان که توسط وزیر امور خارجهٔ ایران و کشورهای ۱+۵ و اتحادیهٔ اروپا منتشر شد، این مرکز، می‌بایست از یک مرکز غنی‌سازی، به یک مرکز جهت فعالیت‌های علمی و پژوهشی، محدود شود و تأسیسات هسته‌ای نطنز به عنوان تنها مرکز غنی‌سازی در ایران، به کار خود ادامه دهد.

## از سرگیری غنی‌سازی اورانیوم
در گام چهارم کاهش تعهدات برجامی، جمهوری اسلامی ایران در تاریخ ۱۶ آبان ۱۳۹۸ سازمان انرژی اتمی جمهوری اسلامی ایران از آغاز دوبارهٔ فعالیت تأسیسات هسته‌ای شهید علی‌محمدی (فردو) جهت غنی‌سازی اورانیوم خبر داد.«علی‌اکبر صالحی»، معاون رئیس‌جمهور و رئیس سازمان انرژی اتمی تصریح کرد که ایران از روز چهارشنبه در فردو و با حضور بازرسان آژانس بین‌المللی انرژی اتمی، دست به غنی‌سازی تا سقف ۵ درصد خواهد زد.حسن روحانی پس از ورود مواد اتمی به تأسیسات فردو، در توییتی به زبان انگلیسی گفت «با سیاست آمریکا و متحدانش فردو به زودی به صورت کامل فعالیت خود را از سر خواهد گرفت».
همچنین در اقدامی تلافی‌جویانه، جمهوری اسلامی در دی ماه سال ۱۳۹۹ اقدام به از سرگیری غنی سازی ۲۰ درصدی در این تأسیسات کرد که واکنش‌های منفی و ابراز نگرانی مقامات اروپایی، آمریکایی و اسرائیلی را در پی داشت.

### واکنش‌های جهانی

#### اتحادیه اروپا
به گزارش دویچه وله اتحادیهٔ اروپا خواستار تجدید نظر ایران در «گام چهارم کاهش تعهدات برجامی» این کشور شد. از برداشتن گام چهارم ایران در «کاهش تعهدات برجامی» ابراز نگرانی کرد. فرانسه نیز در واکنشی جداگانه به گام چهارم ایران در کاهش تعهدات هسته‌ای، نسبت به فروپاشی برجام هشدار داد و خواستار تجدید نظر جمهوری اسلامی در تصمیم اخیرش شد.

#### ایالات متحدهٔ آمریکا
مورگان اورتگاس، سخنگوی وزارت امور خارجهٔ آمریکا اعلام کرد که ایران هیچ دلیل روشنی برای از سرگیری غنی‌سازی اورانیوم ندارد و آمریکا به سیاست تحریم‌های اقتصادی خود ادامه خواهد داد. او گفته است مادامی که ایران رفتار خود را تغییر ندهد، سیاست تحریم‌های حداکثری علیه ایران از سوی دولت آمریکا دنبال خواهد شد.

#### روسیه
روسیه از برداشتن گام چهارم ایران در «کاهش تعهدات برجامی» ابراز نگرانی کرد. دمیتری پسکوف، سخنگوی نهاد ریاست‌جمهوری روسیه در مسکو، امروز سه‌شنبه برداشتن چنین گامی را نشانه‌ای مثبت ندانست و گفت: «به همین دلیل نیز ما با نگرانی تحولات کنونی ایران را دنبال می‌کنیم.»

## گسترش تأسیسات
خبرگزاری آسوشیتدپرس با انتشار تصویر ماهواره‌ای گزارش کرده است که ایران از اواخر سپتامبر ۲۰۲۰، ساخت تأسیسات جدیدی را در پایگاه هسته‌ای فردو آغاز کرده است. تصویر ماهواره‌ای منتشر شده، یک ساختمان در حال ساخت با ده‌ها ستون را در محوطهٔ شمال‌غربی پایگاه فردو نشان می‌دهد.

## حملات ۱۴۰۴ اسرائیل
در ۲۳ خرداد ۱۴۰۴، اسرائیل به عنوان بخشی از حملات اسرائیل به ایران، به این نیروگاه حمله کرد. نیروهای ایرانی اعلام کردند که یک پهپاد اسرائیلی را سرنگون کرده‌اند. میزان خسارت مشخص نیست زیرا تأسیسات هسته‌ای فردو، مانند تأسیسات نطنز، در اعماق زمین دفن شده است. تصاویر ماهواره‌ای و گزارش‌ها حاکی از آن است که برخی از سایت‌های روی زمین در فردو و نطنز آسیب دیده‌اند، اما تأسیسات زیرزمینی که سانتریفیوژها و اورانیوم غنی‌شده را در خود جای داده‌اند، آسیب ندیده‌اند. در ۲۴ خرداد ۱۴۰۴، سازمان انرژی اتمی ایران اعلام کرد که در نتیجه حملات، خسارت محدودی به این سایت وارد شده است.

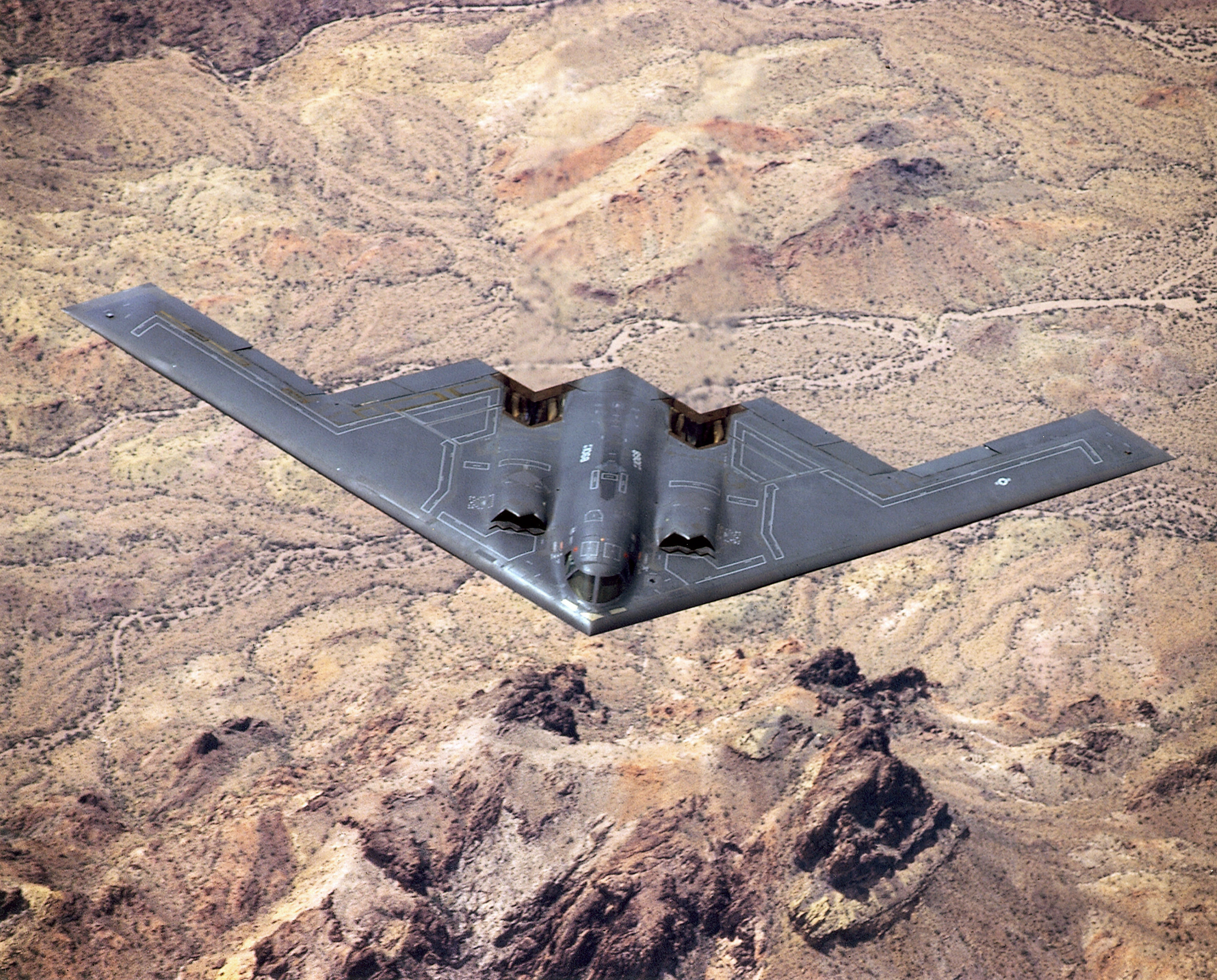
نورثروپ بی-۲ اسپیریت

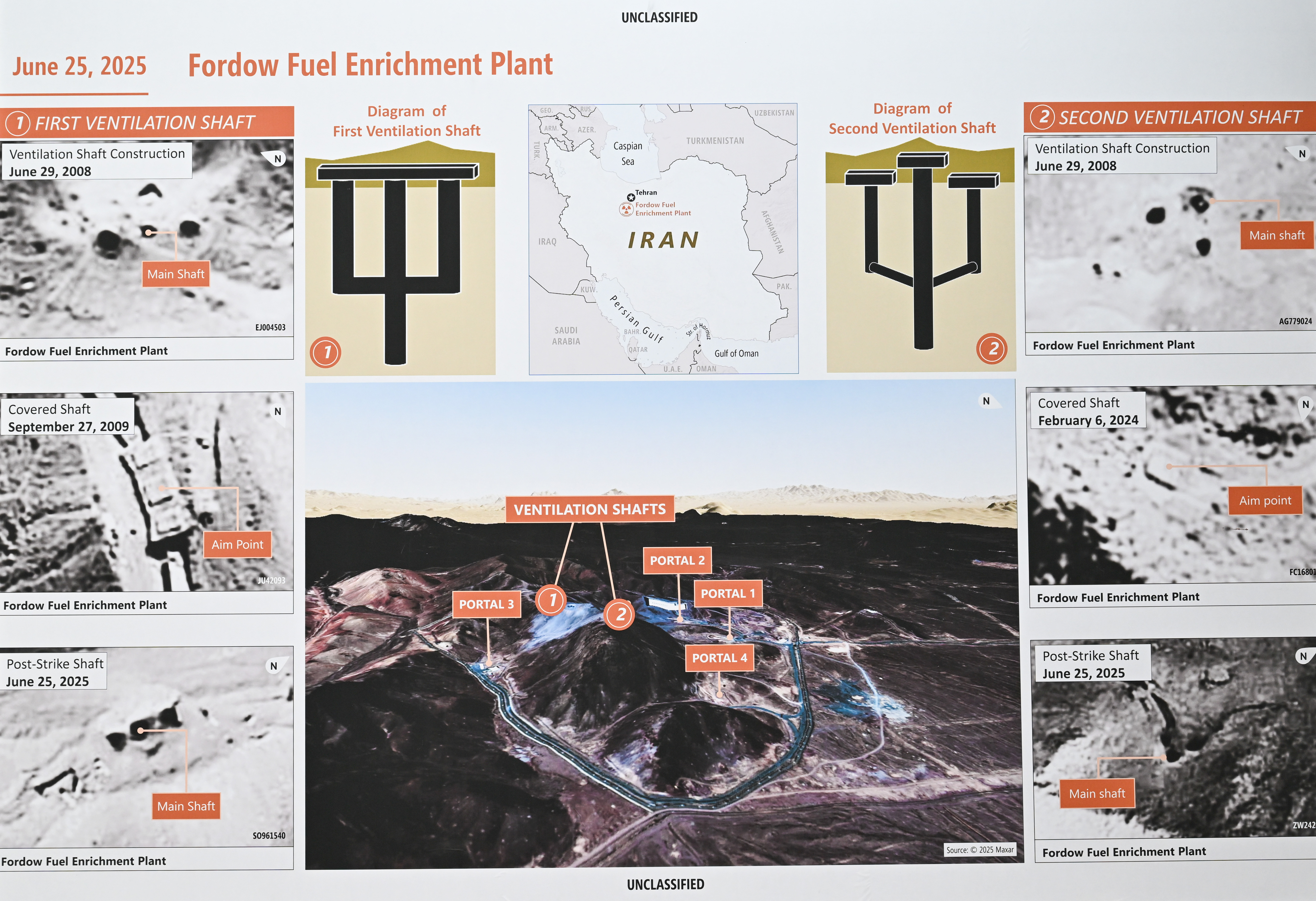

حملات هوایی اسرائیل تا کنون نتوانسته است به تأسیسات ضربه‌ای حیاتی وارد کند به دلیل عمق زیاد آن در زیر زمین، اما متخصصان ادعا می‌کنند که چندین گزینه برای نابودی آن وجود دارد. ایالات متحده بمب‌افکن‌های نورثروپ بی-۲ اسپیریت را به منطقه منتقل کرده است و این بمب‌افکن‌ها قادرند بمب‌های ضد پناهگاهی نفوذگر مهمات انبوه (GBU-57) را پرتاب کنند که می‌توانند به عمق زمین نفوذ کرده و تأسیسات را به‌طور کامل نابود کنند.
با این حال، متخصصان ادعا می‌کنند که حتی اگر ایالات متحده تصمیم بگیرد که در حمله مداخله نکند، اسرائیل همچنان قادر است تأسیسات را با استفاده از روش‌های مختلف نابود کند، به دلیل تسلط کامل هوایی که در آسمان‌های ایران به دست آورده است: آنها می‌توانند ایستگاه‌های برق منطقه را بمباران کنند تا مانع از جریان برق به تأسیسات شوند، سیستم تهویه را تخریب کرده و بدین ترتیب آن را از بین ببرند؛ آنها می‌توانند ورودی‌های تأسیسات را بمباران کرده و از ورود یا خروج افراد جلوگیری کنند که این باعث می‌شود تأسیسات غیرعملی شود؛ علاوه بر این، آنها می‌توانند نیروی کماندویی اسرائیلی را با هلیکوپتر به تأسیسات اعزام کنند که در آنجا فرود آمده، به داخل آن نفوذ کرده و تأسیسات را از درون نابود کند، همان‌طور که اسرائیل در سال ۲۰۲۴ در جریان حمله ۲۰۲۴ به مصیاف به تأسیسات تولید موشک حزب‌الله در سوریه انجام داد.

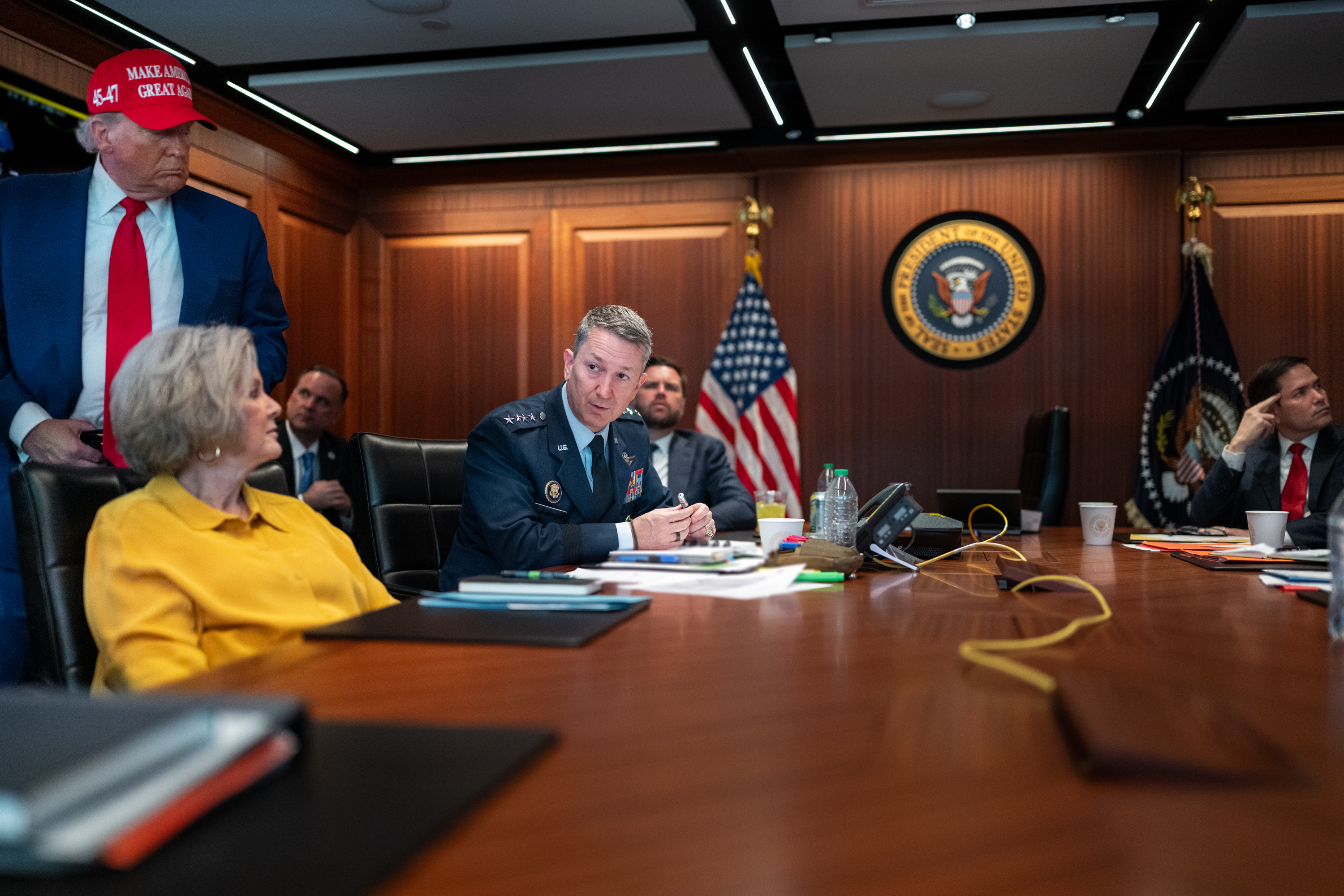
ترامپ در اتاق حمله به فردو

در تاریخ ۲۲ ژوئن ۲۰۲۵، دونالد ترامپ اعلام کرد که بمب‌افکن‌های B-2 ایالات متحده، تأسیسات هسته‌ای فردو، و همچنین دو مرکز دیگر در نطنز و اصفهان را با بمب‌های GBU‑۵۷ هدف قرار داده‌اند. در ۲۵ ژوئن منتشر شد که نیروهای اسرائیلی پس از حمله آمریکایی به تأسیسات فردو رسیدند تا مطمئن شوند که این مکان واقعاً تخریب شده است. همچنین نشریه فایننشال تایمز در خبری اعلام کرد که کشورهای اروپایی بر این باورند که ذخیره ۴۰۸ کیلوگرمی اورانیوم ایران، که در سطحی نزدیک به درجه تسلیحاتی غنی شده، در سایت فردو نگهداری نمی‌شده و احتمالاً پیش از حملات روز یک‌شنبه جابه‌جا شده است.